# Раллдугина, Надежда Никифоровна
Надежда Никифоровна Раллдугина (род. 15 ноября 1957, Войково, Крымская область) — советская легкоатлетка (бег на средние дистанции), чемпионка и призёр чемпионатов СССР, обладательница Кубка Европы, победительница игр «Дружба-84», рекордсменка СССР и Европы, Заслуженный мастер спорта СССР (1984). Выпускница Симферопольского государственного пединститута.

## Биография
В 1975 году начала заниматься лёгкой атлетикой в Керчи. В 1978 году выполнила норматив мастера спорта СССР на мемориале Владимира Куца в Подольске. В 1982 году выполнила норматив мастера спорта СССР международного класса, заняв пятое место на чемпионате СССР. В том же году дебютировала в составе сборной страны на зимнем чемпионате Европы в Милане, где заняла пятое место на дистанции 1500 метров (4.12,66). В том же году на соревнованиях в Милане установила рекорд Европы в беге на одну милю.
В 1983 году победила в финале Кубка Европы в Лондоне. На следующий год победила на дистанции 1000 метров на зимнем Кубке СССР с рекордом страны (2.36,07).
Тренировал Алексей Иванович Дубовик. Замужем с 1985 года за легкоатлетом из Киева Александре Яковлеве. 

## Спортивные результаты
- Чемпионат СССР по лёгкой атлетике в помещении 1982 года —  (1500 м);
- Чемпионат СССР по лёгкой атлетике в помещении 1983 года —  (1500 м);
- Чемпионат СССР по лёгкой атлетике 1984 года —  (1500 м);
- Чемпионат СССР по лёгкой атлетике 1985 года —  (1500 м);